# Parroquia San Agustín (Caracas)
La Parroquia San Agustín es una de las 22 parroquias del Municipio Libertador del Distrito Capital de Venezuela y una de las 32 parroquias del área metropolitana de Caracas.

## Historia
Lo que hoy ocupa la Parroquia San Agustín fue hasta el primer cuarto del siglo XX un área de las haciendas La Yerbera, El Conde, Las Vegas del Guaire, Con Parte de las haciendas La Guía,  y Las Ibarras, que entonces rodeaban la ciudad de Caracas, toda la zona formaba parte de la Parroquia Santa Rosalía. En las montañas de San Agustín se asentaron las primeras barriadas de Caracas en el segundo cuarto del siglo XX, los pobladores eran provenientes principalmente de los estados Miranda y Nueva Esparta. 
En 1917 se abre el Nuevo Circo de Caracas, una plaza de toros que luego funcionaría también como escenario de eventos musicales, políticos y culturales, en este mismo año 1917 el arquitecto Alejandro Chataing construye la Iglesia San Agustín en la esquina de Isleños. En la década de 1920  bajo el gobierno de Juan Vicente Gómez, se comienza a fundar la primera parte de San Agustín cerca del Nuevo Circo, en los terrenos de la antigua Hacienda La Yerbera, esta primera parte fue para la clase media, y por mano de obra extranjera se construye la urbanización San Xavier De El Conde al Este o El Ensanche como se le llamaba a esa zona en aquel entonces; para la clase alta y adinerada de la época,  la construcción queda allí, Debido al éxito por las ventas de las viviendas, se inició la construcción de otra urbanización en la zona sur, separada por el Río Guaire en Las Vegas del Guaire, en 1926 por iniciativa privada el Banco Obrero comienza la construcción de la urbanización San Agustín de la parte Sur  para la clase obrera asalariada la cual es entregada el 24 de julio de 1929. 
Los propietarios de los terrenos de lo que hoy es San Agustín primeramente fue Guzmán Blanco y Luis Vallenilla, el primero cambio estos terrenos por una casa en la esquina de las Carmelitas y los vende al estado quien los asume bajo la mano de los ingenieros, arquitectos y urbanistas como Luis Roche, Santiago Alfonzo Rivas, Juan Bernardo Arismendi, Juan M. Venzo, Diego Nucete Sardi entre otros quienes al unirse crean la Asociación Prolongación de Caracas y conforman el Banco Obrero que mediante esto se encargan de crear las urbanizaciones y por medio de intermediarios venden cada lote de terreno de la parte Sur.
El desarrollo continuó y el 7 de diciembre de 1936 es cuando se decide, planifica segregar la zona de la Parroquia Santa Rosalía por decisión del presidente de la República Eleazar López Contreras. Mediante Decreto Oficial de Gaceta Municipal se crea La Parroquia San Agustín Como Parroquia Civil y Autónoma, lo cual sale en gaceta aprobado el 21 de diciembre de 1936.  A finales de 1960 se comienzan a desarrollar grandes edificaciones como el Complejo parque Central, Hornos de Cal y La Yerbera, donde estaba antes el Estadio Cerveza Caracas, y otras más. En la década de los 1920 se establece en la urbanización El Conde la primera empresa radial de Venezuela que tenía por nombre Ayre, desarrollada por Juan Vicente Gómez y Asociados. 
En donde está Actualmente la Sede del Teatro Teresa Carreño se Hallaba en la época de la Dictadura la Sede de la Seguridad Nacional
En las elecciones municipales de 1944 resultó elegido el opositor y líder del partido Acción Democrática Rómulo Betancourt como concejal por San Agustín, derrotando al candidato del oficialista Partido Democrático Venezolano. En 1952 fue asesinado en San Agustín del Sur el también miembro de AD Leonardo Ruiz Pineda, presuntamente por órdenes del gobierno de Marcos Pérez Jiménez.
En 1952 se construye la sede de la primera estación de Televisión de Venezuela, la Televisora Nacional de Venezuela, que desaparecería en la década de 1980. Actualmente Sede del Destacamento N.º 43 URIA CAPITAL antidrogas de la Guardia Nacional Bolivariana
En 1969 se comienza a planificar la construcción del Complejo Parque Central sobre la urbanización El Conde, la obra es concluida por completo en 1983 cuando se termina de construir la Torre Este que junto a la Oeste gozaron del récord de las torres más altas de Latinoamérica hasta 2003, cuando fueron desplazadas por la Torre Mayor en México.

## Geografía
Está ubicada al este del centro histórico del Municipio Libertador. Limita al norte con la Parroquia Candelaria; al sur con la Parroquia San Pedro; al este limita con las parroquias El Recreo y San Pedro; al oeste limita con la Parroquia Santa Rosalía.
Según el INE tiene una población de 46.757 habitantes para 2007 y se estima que para 2015 tendrá una población de 48.174 habitantes, actualmente la población está estimada según el censo del INE 2023; 83.200 con una densidad poblacional de 16.659 habitantes. Entre las principales urbanizaciones se encuentran San Agustín del Norte, San Agustín del Sur, El Conde, Complejo Urbanístico Parque Central, y barrios o zonas populares como Hornos de Cal, La Charneca, El Mamón, El Manguito, Marín, Televisora, La Ceiba, El Dorado, Roca Tarpeya, entre otros; los Nuevos Urbanismos que están a lo largo de la Avenida Bolívar.

## Turismo
Los lugares públicos más conocidos de San Agustín son el Parque o Paseo José María Vargas, parte del Paseo Colón y el  nuevo Paseo Darío Vivas ubicado en la avenida Fuerzas Armadas esquina Isleños, en todo el lindero con Santa Rosalía, Museo de Arte Contemporáneo de Caracas y el Museo de los Niños de Caracas, estos dos últimos ubicados dentro del Complejo de Parque Central. Dentro de los límites parroquiales también se encuentra parte de la Galería de Arte Nacional, la nueva Plaza de la Juventud frente de la Galería de Arte Nacional, El Museo de Arquitectura y el Museo de la Estampa y el Diseño Carlos Cruz Diez, la Escuela de Artes Visuales Cristóbal Rojas, el Complejo Cultural Teresa Carreño El Hotel Alba Caracas (antiguamente el Hotel Caracas Hilton), el Bulevar Leonardo Ruiz Pineda (en San Agustín del Sur) y la nueva plaza Bicentenario Carabobo en la avenida Bolívar con Sur 17,  y gran parte del Parque Los Caobos.
Dentro de la parroquia San Agustín está también una mitad de la nueva plaza recreacional de la Galería de Arte Nacional ubicada en la avenida Bolívar con calle sur 21. En la zona también existe una experiencia turística llamada Cumbe Tours que tiene como principal objetivo dar a conocer las bondades culturales de la parroquia sobre todo el trabajo artístico que se desarrolla en el lado Sur. Cumbe Tours es un recorrido a pie y en metro cable que se realiza los sábados para grupos de hasta 30 personas con salida desde Bellas Artes. Se prueban los dulce típicos del barrio, bebidas ancestrales, se baila durante todo el camino y se goza con los habitantes que siempre son muy receptivos y alegres. Un recorrido seguro, ameno y memorable.

Espacios públicos
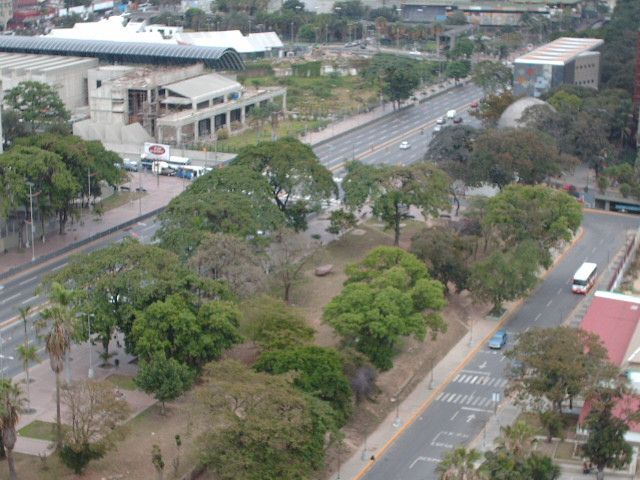
Paseo José María Vargas.
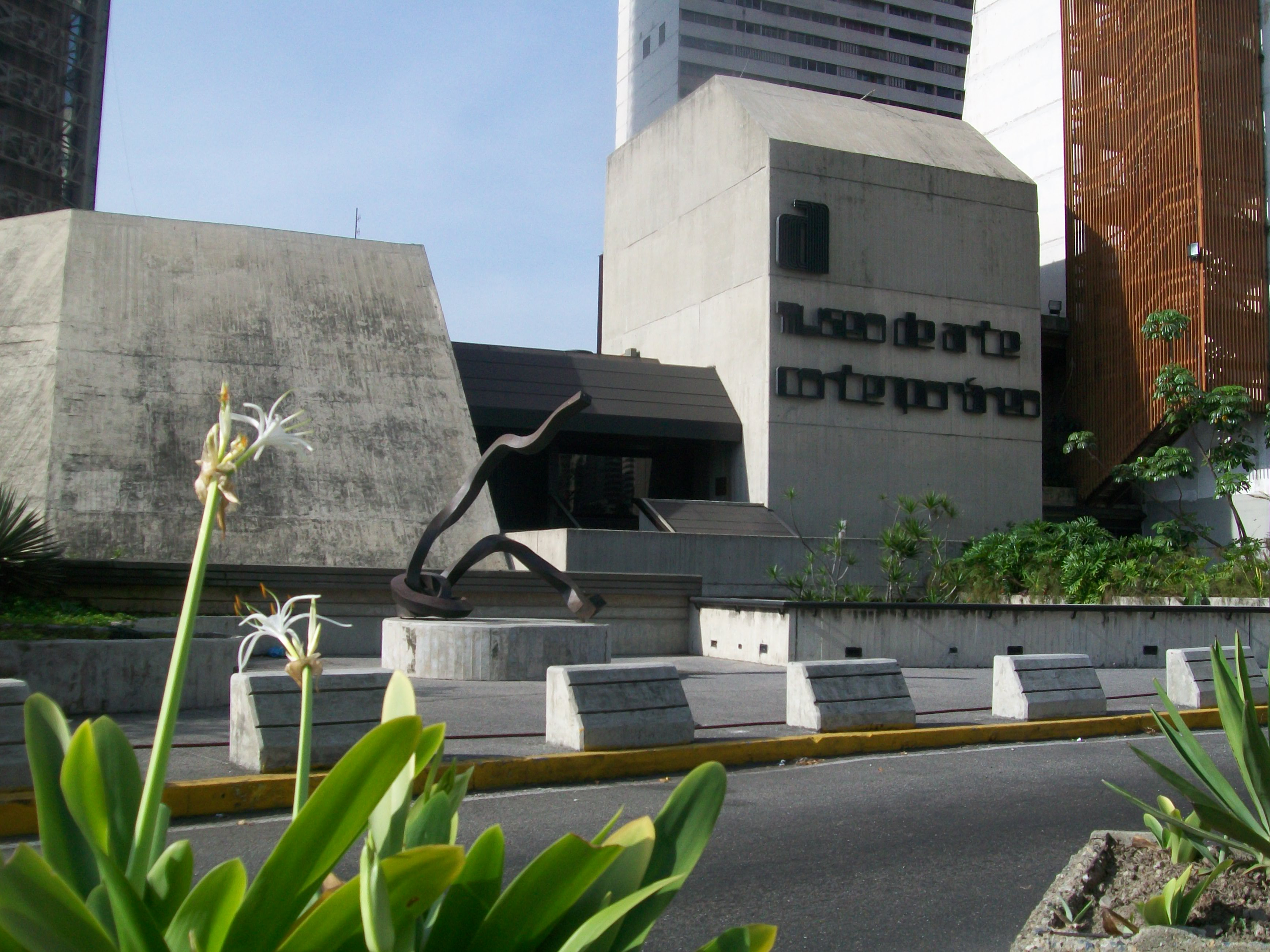
Museo de Arte Contemporáneo de Caracas.
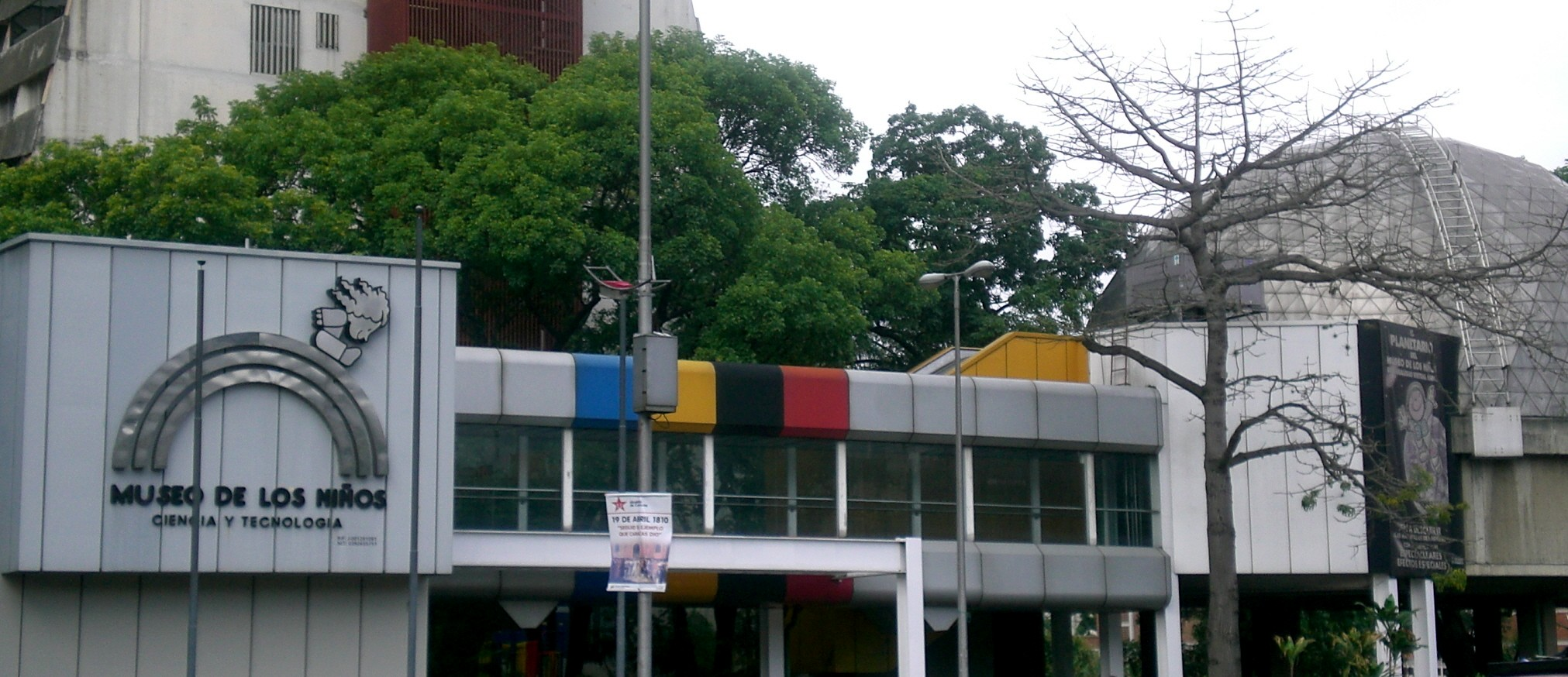
Museo de los Niños.
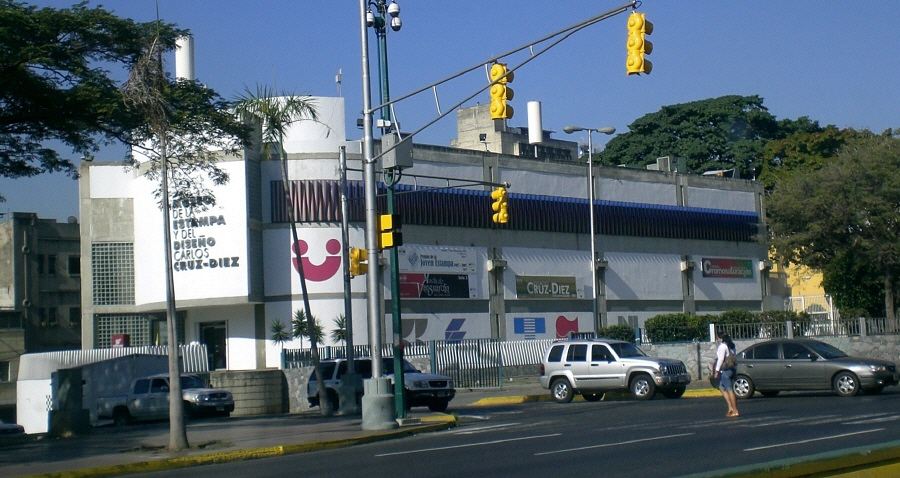
Museo de la Estampa y el Diseño Carlos Cruz Diez.
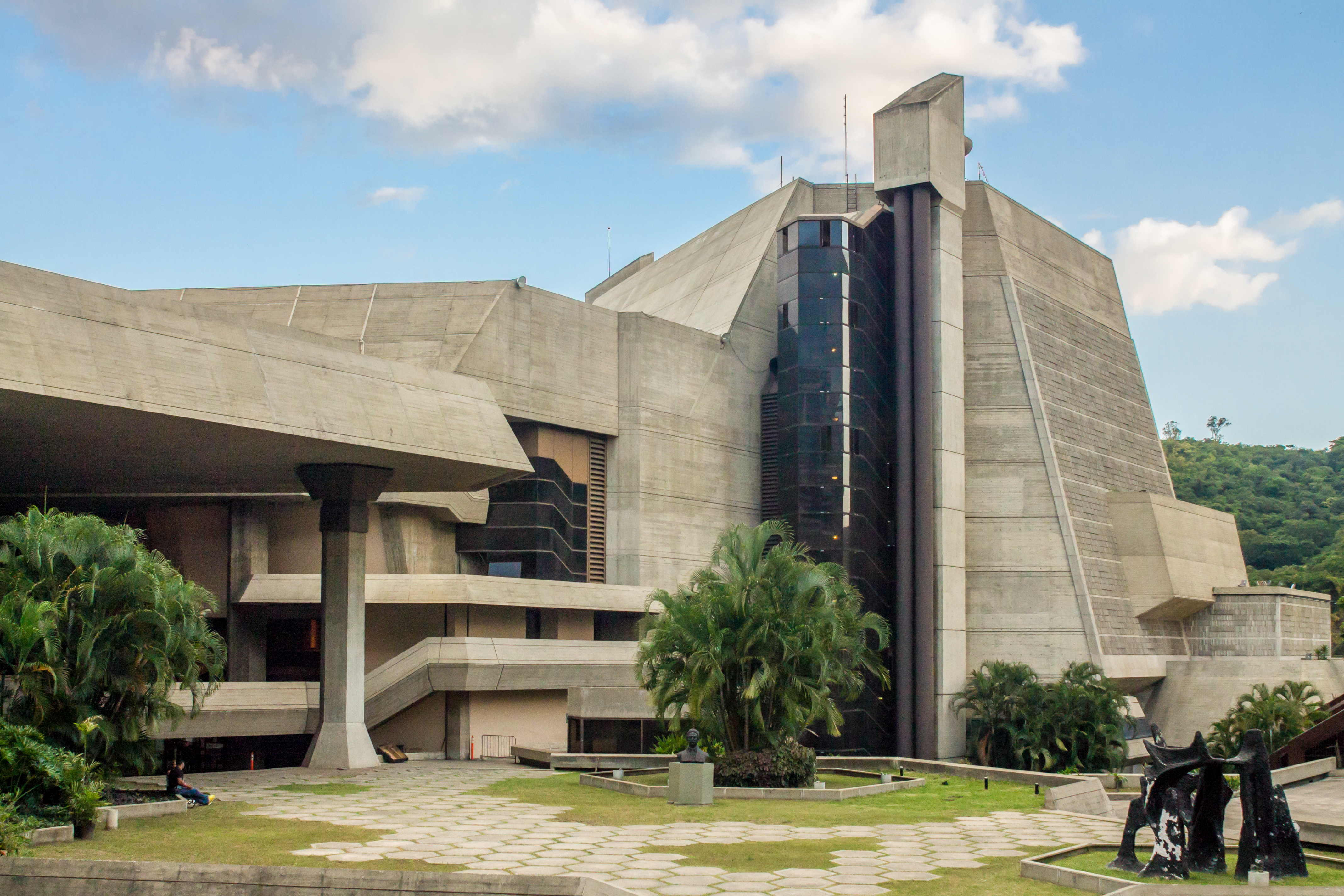
Teatro Teresa Carreño.
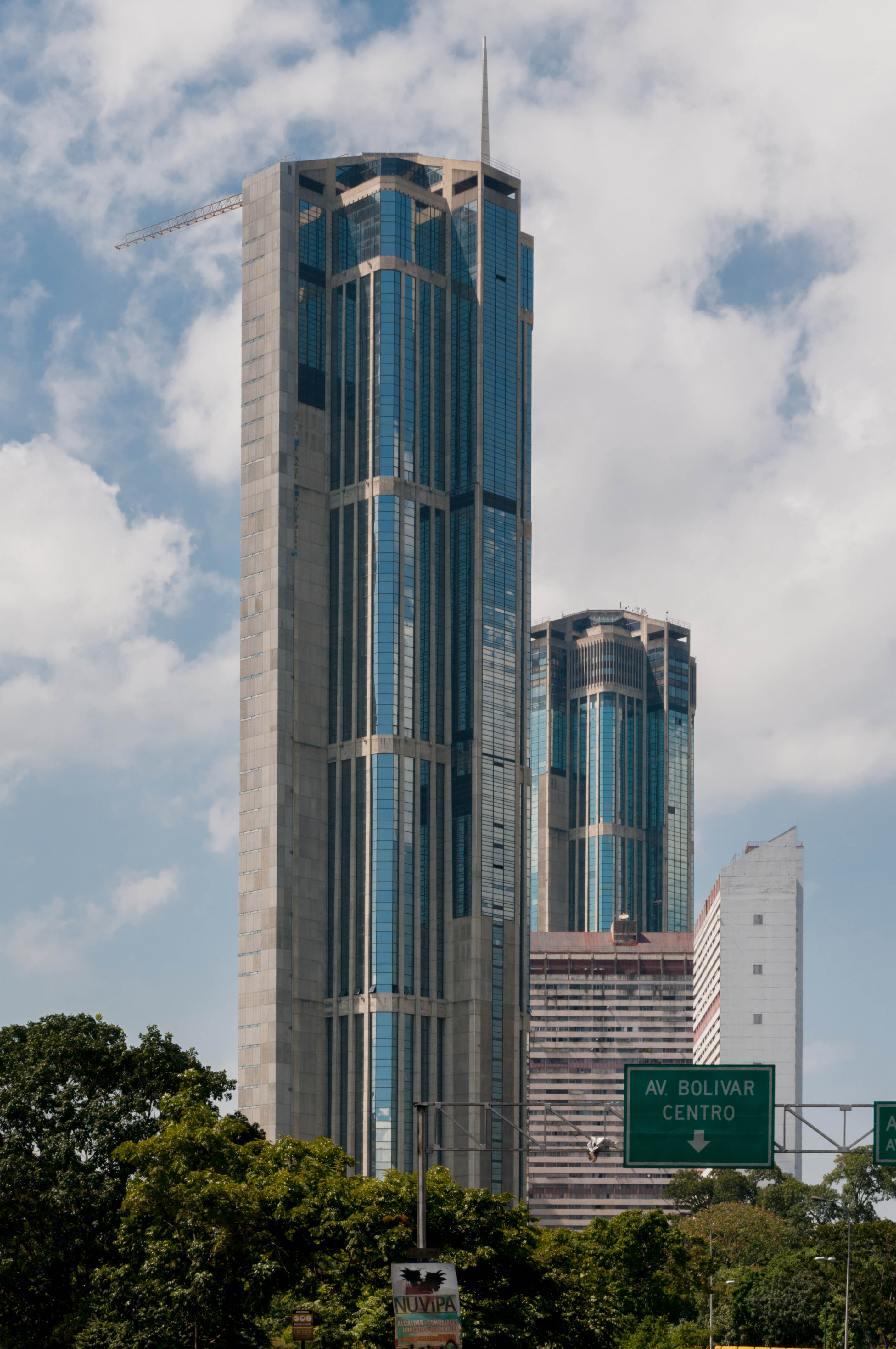
Torres de Parque Central.
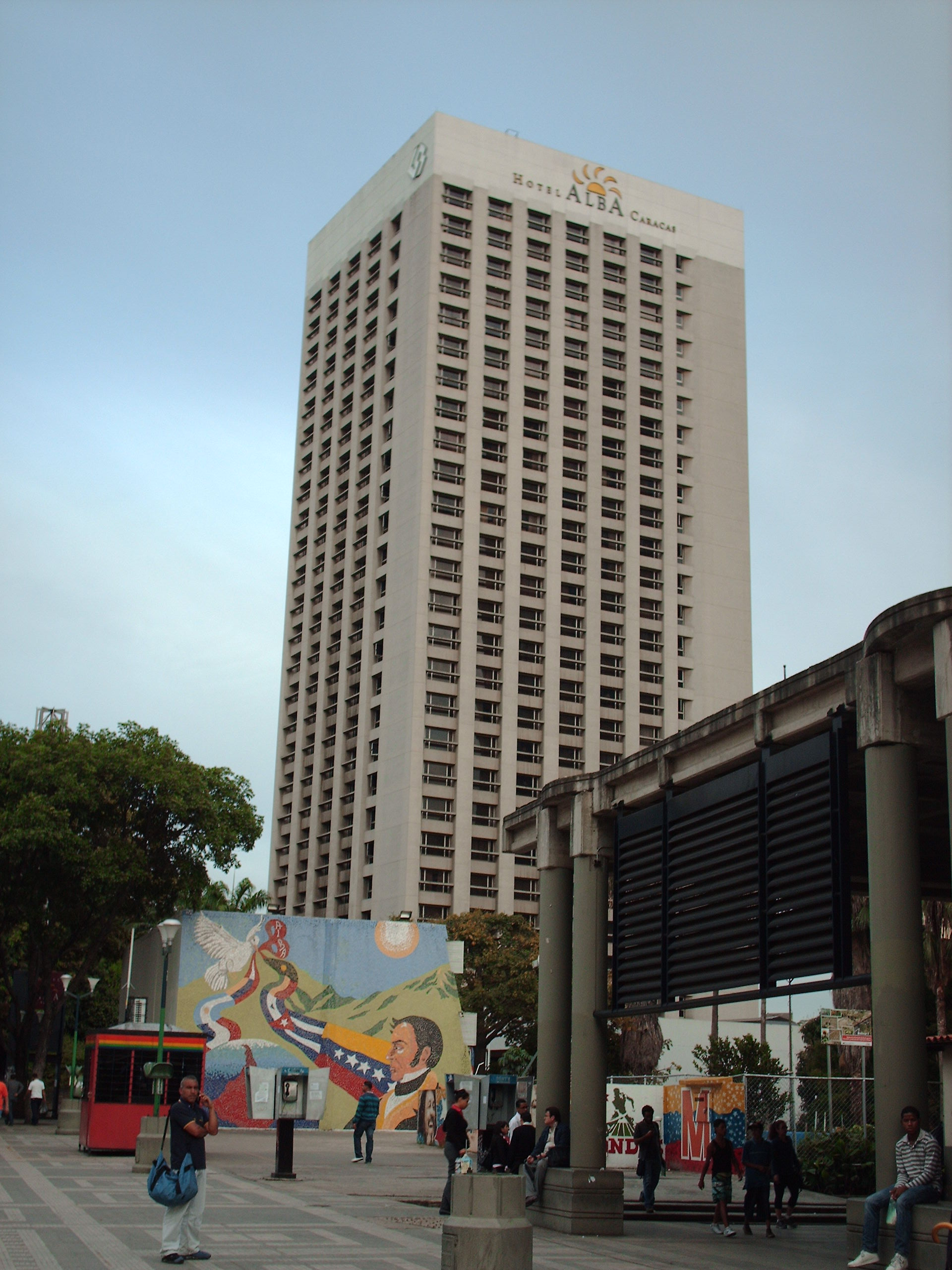
Hotel Alba Caracas.
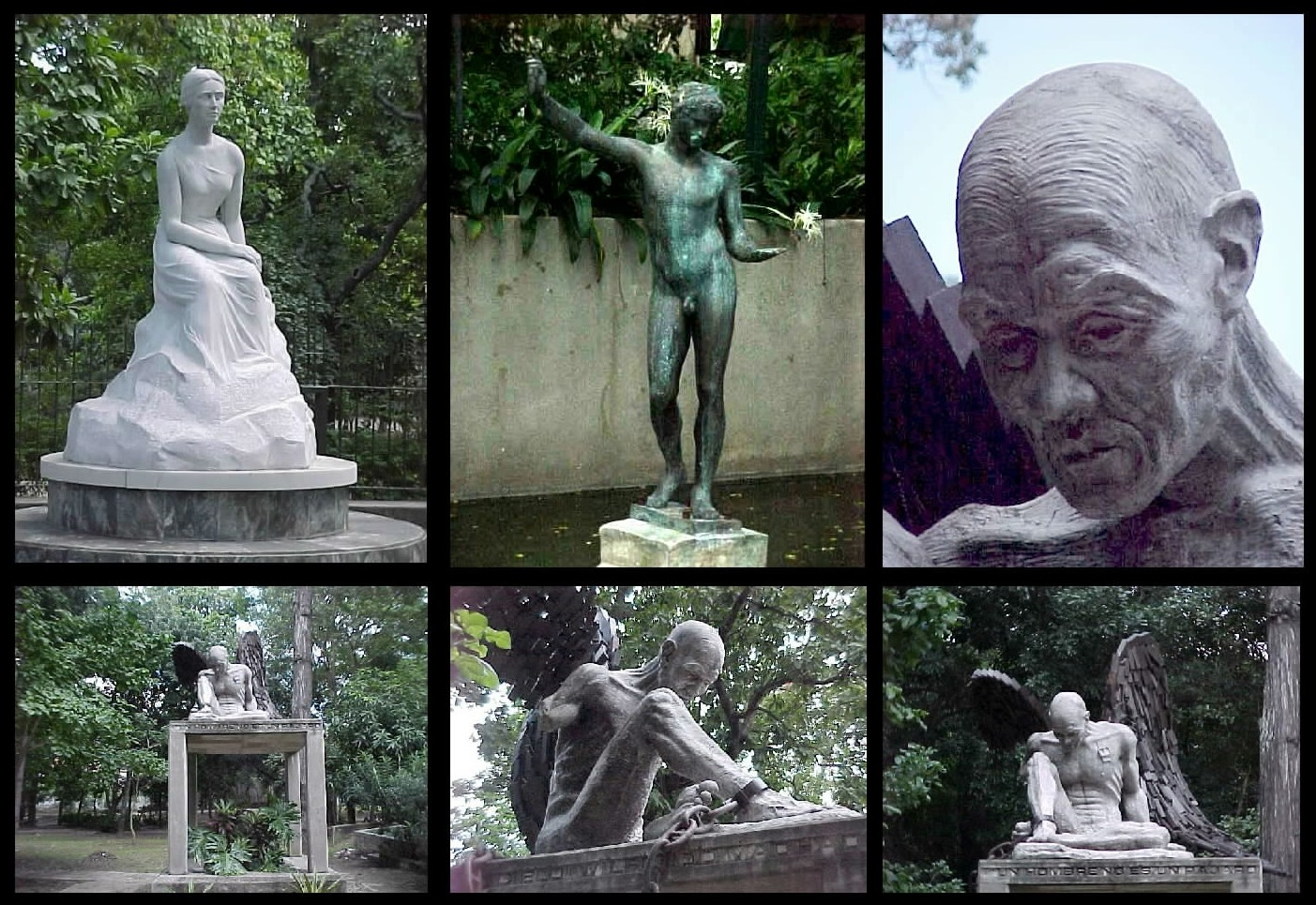
Esculturas del Parque Los Caobos.
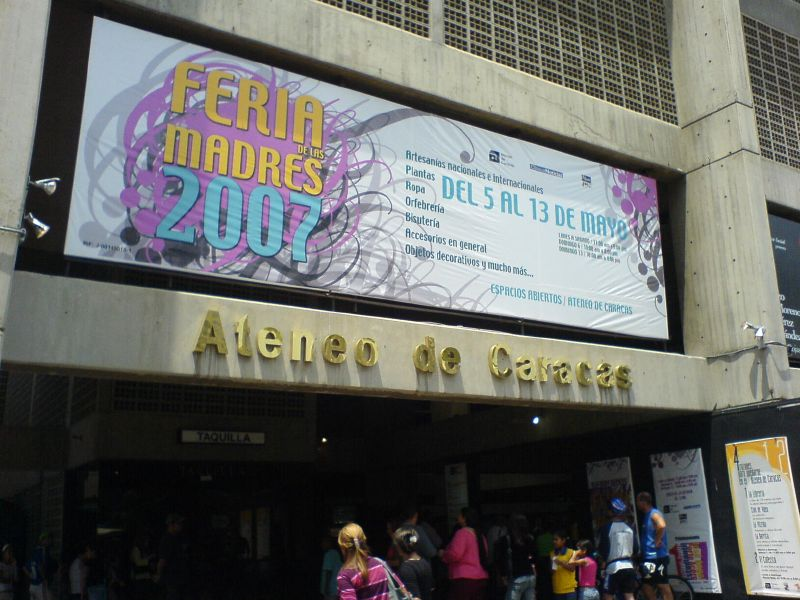
Ateneo de Caracas.
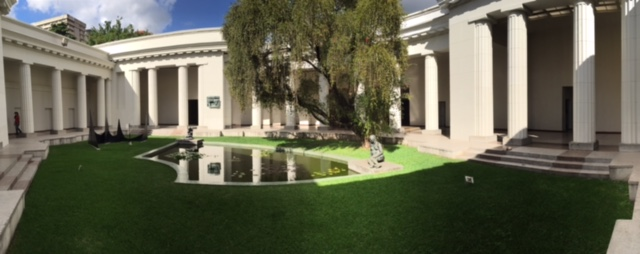
[[Museo de Bellas Artes de Caracas|Patio del Museo de Bellas Artes de Caracas.]]
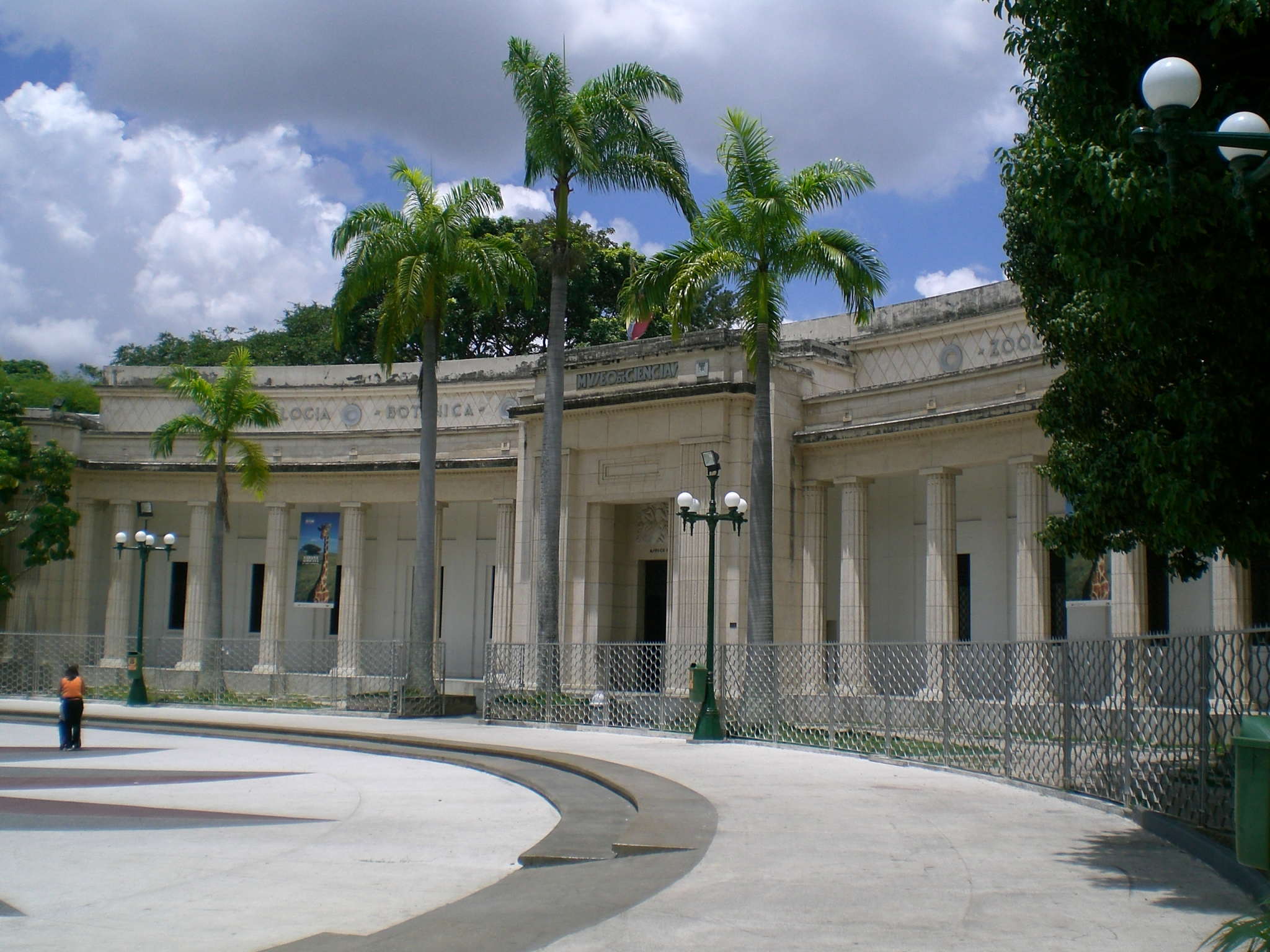
Museo de Ciencias de Caracas.
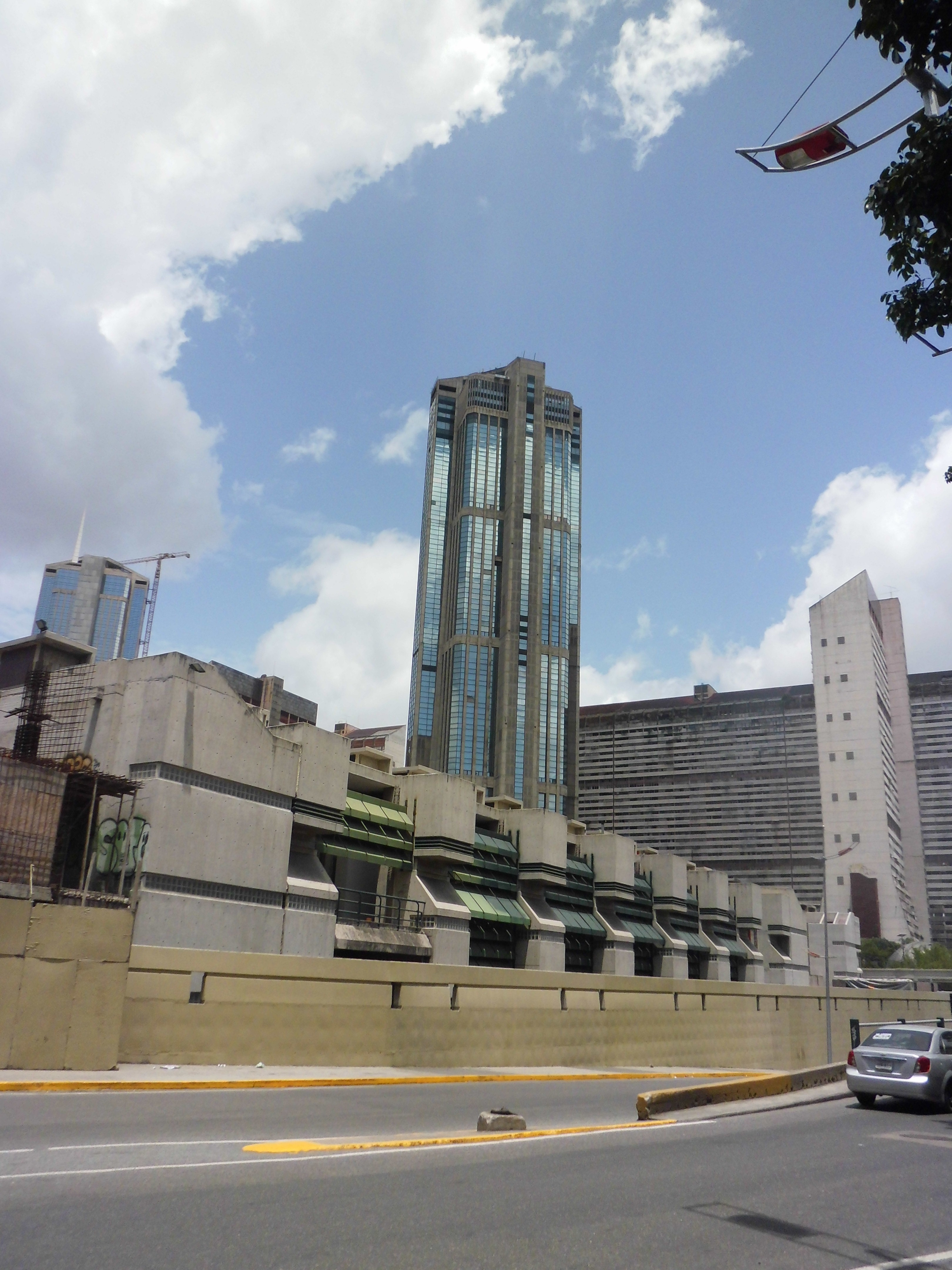
Galería de Arte Nacional.

## Transporte
Entre las principales vías de comunicación que se encuentran en San Agustín destacan la Autopista Francisco Fajardo, que conecta los extremos este y oeste de la ciudad de Caracas, las avenidas Bolívar, Lecuna, y Leonardo Ruíz Pineda, así como parte de la avenida Fuerzas Armadas, y del Paseo Colón. Además cuenta con dos estaciones del Metro de Caracas, Nuevo Circo y Parque Central de la Línea 4. 
Desde esta última estación parte el sistema teleférico para las barriadas de la Parroquia, el Metrocable. 
Cuenta también con  algunas estaciones del BusCaracas como Roca Tarpeya. En San Agustín hay una Ruta de Metrobus 661 que en un principio era desde la estación Metro Nuevo Circo en la avenida Lecuna hasta San Agustín del Sur, desde el 2021 la Ruta Metrobus 661 se extendió desde el Jardín Botánico hasta Bellas Artes en la parroquia La Candelaria.

Transporte
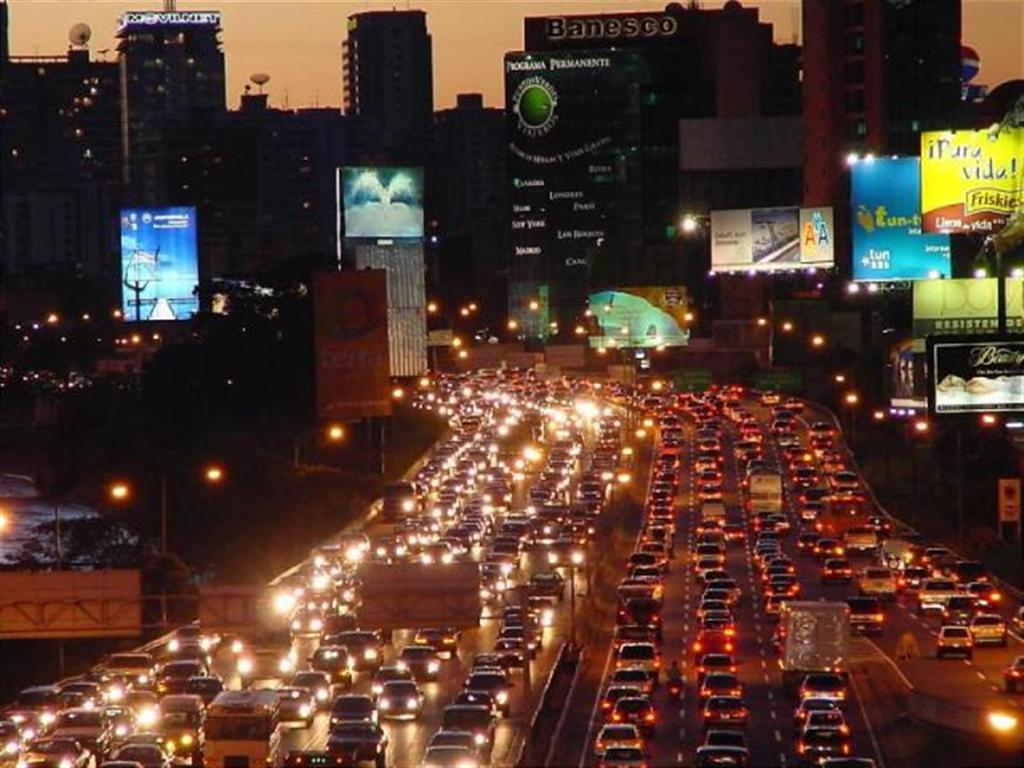
Autopista Francisco Fajardo.
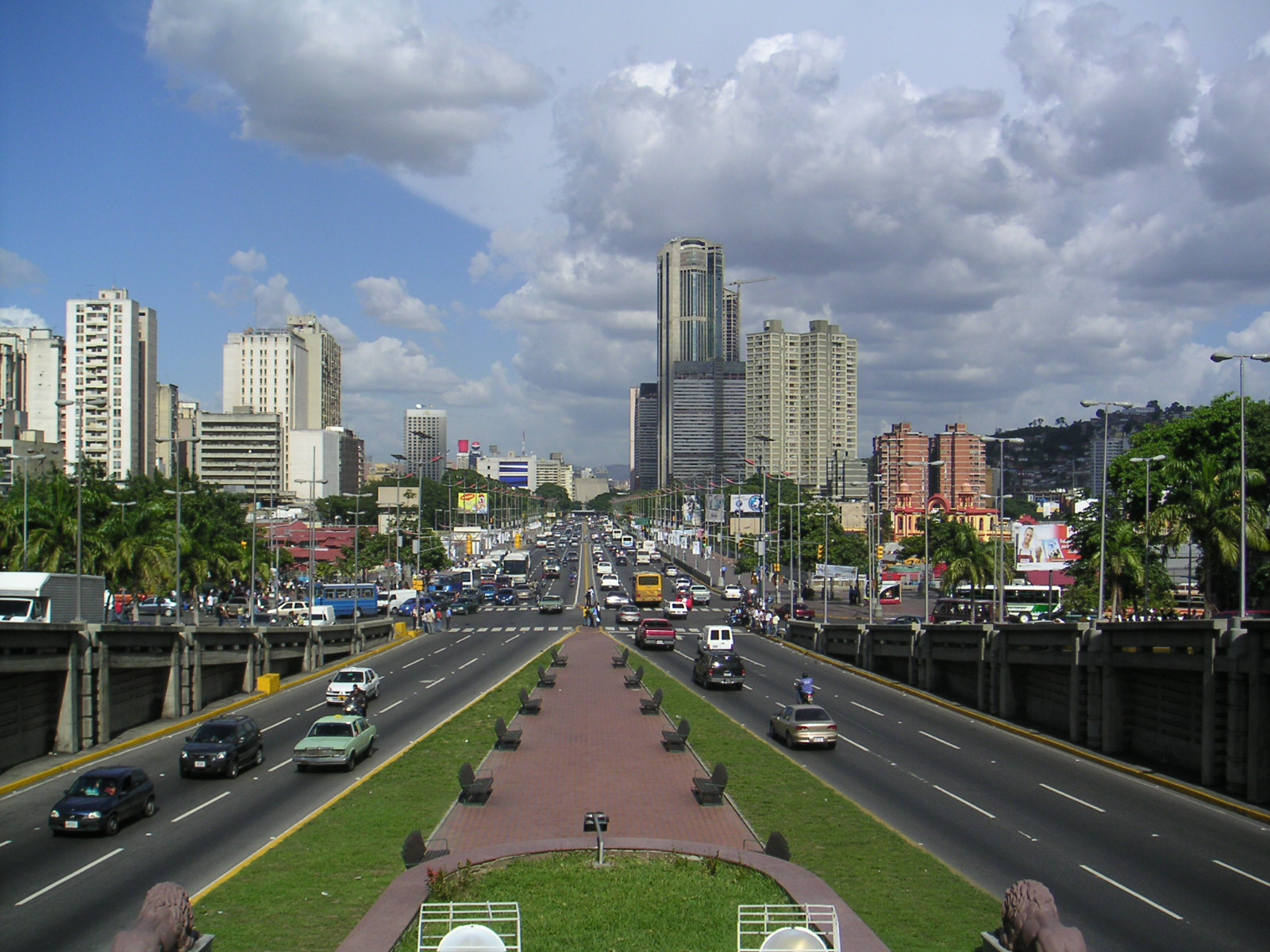
Avenida Bolívar.
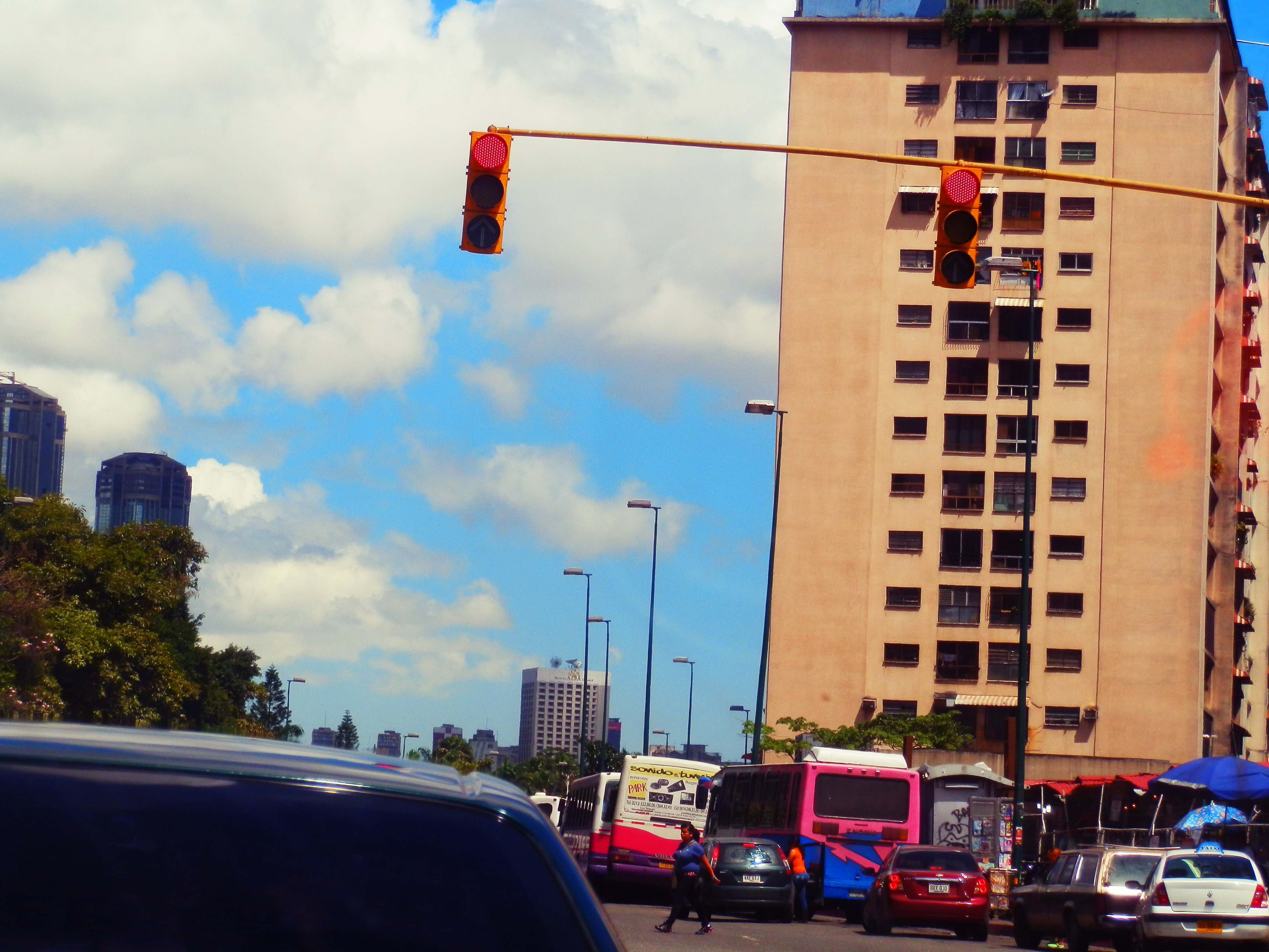
Avenida Lecuna.
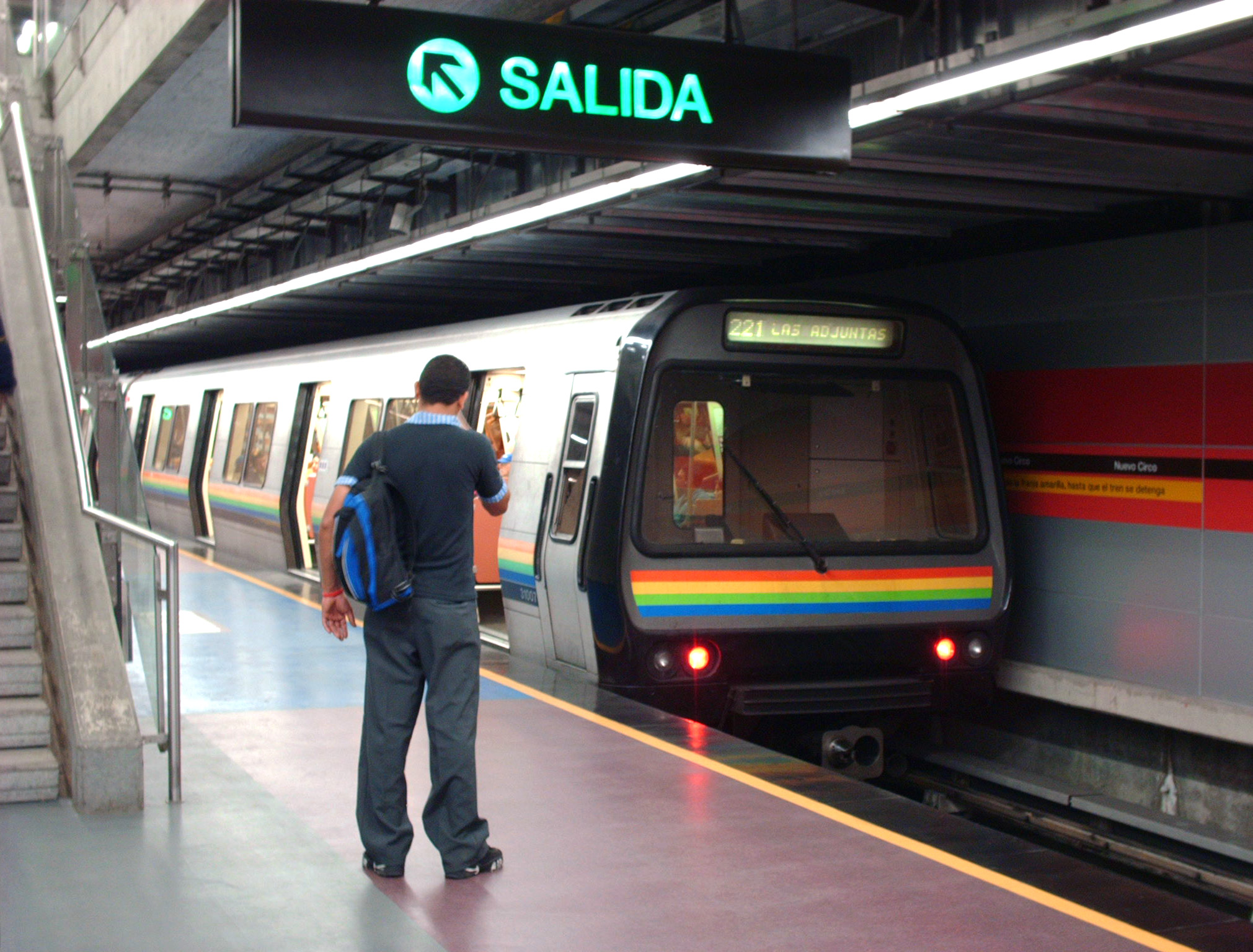
Estación Nuevo Circo.
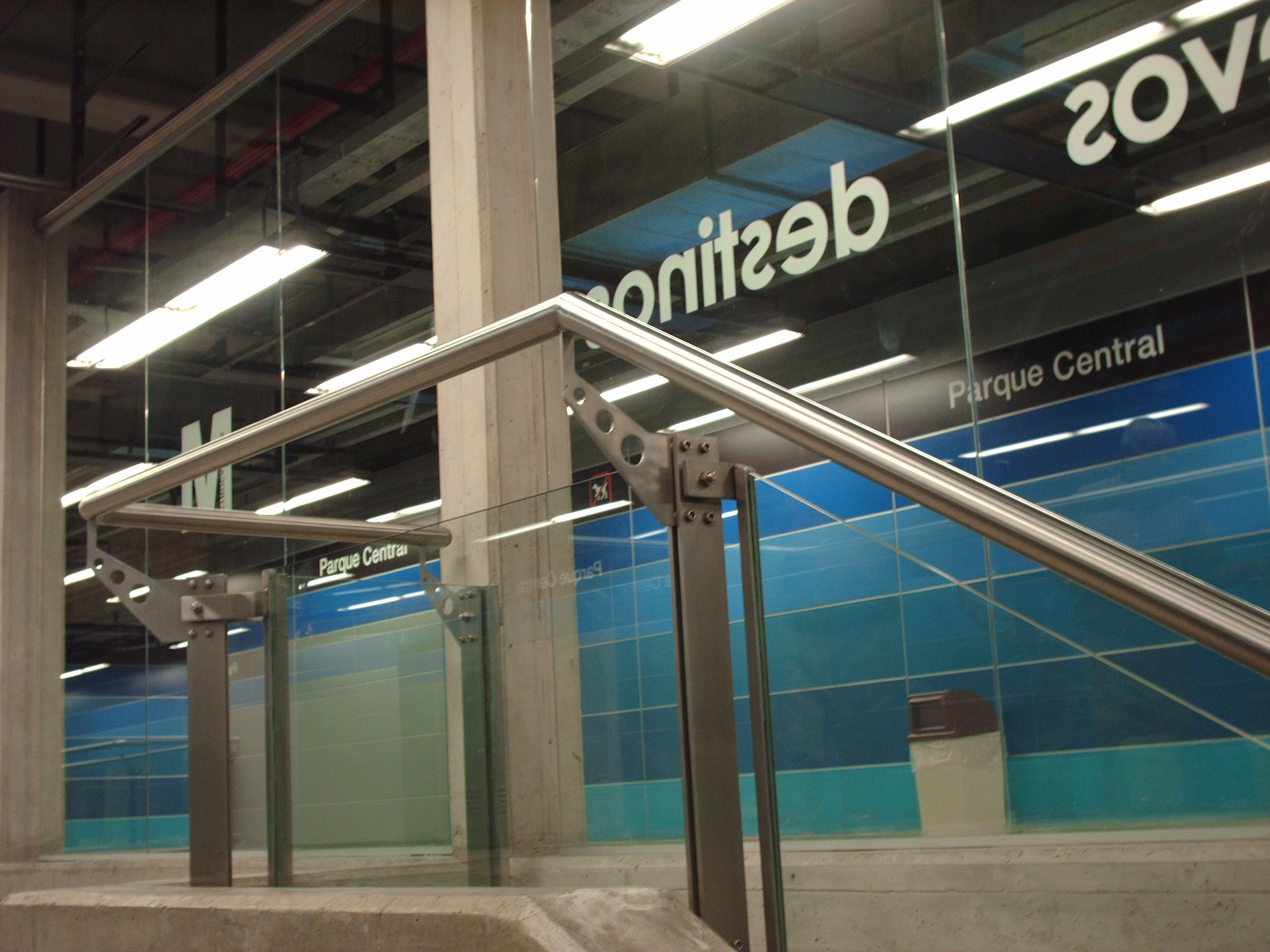
Estación Parque Central.
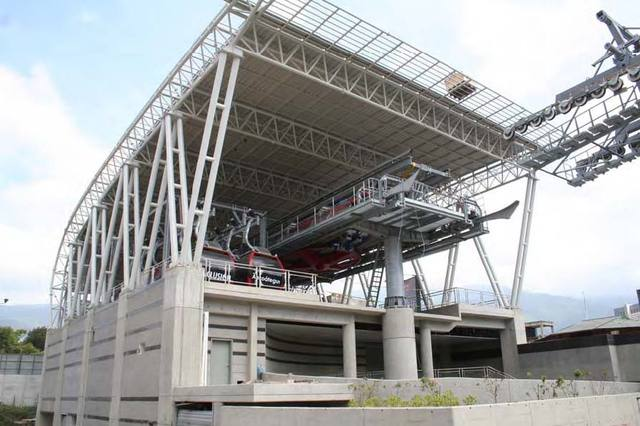
El Metrocable en su tramo San Agustín-Parque Central.